# الکس دجان
الکس دجان (انگلیسی: Alex DeJohn؛ زادهٔ ۱۰ مهٔ ۱۹۹۱) بازیکن فوتبال اهل ایالات متحده آمریکا است.
از باشگاه‌هایی که در آن بازی کرده‌است می‌توان به باشگاه فوتبال اورلاندو سیتی، باشگاه فوتبال دالکورد، و باشگاه فوتبال تورون پالوسئورا اشاره کرد.